# Kloster Dykhusen

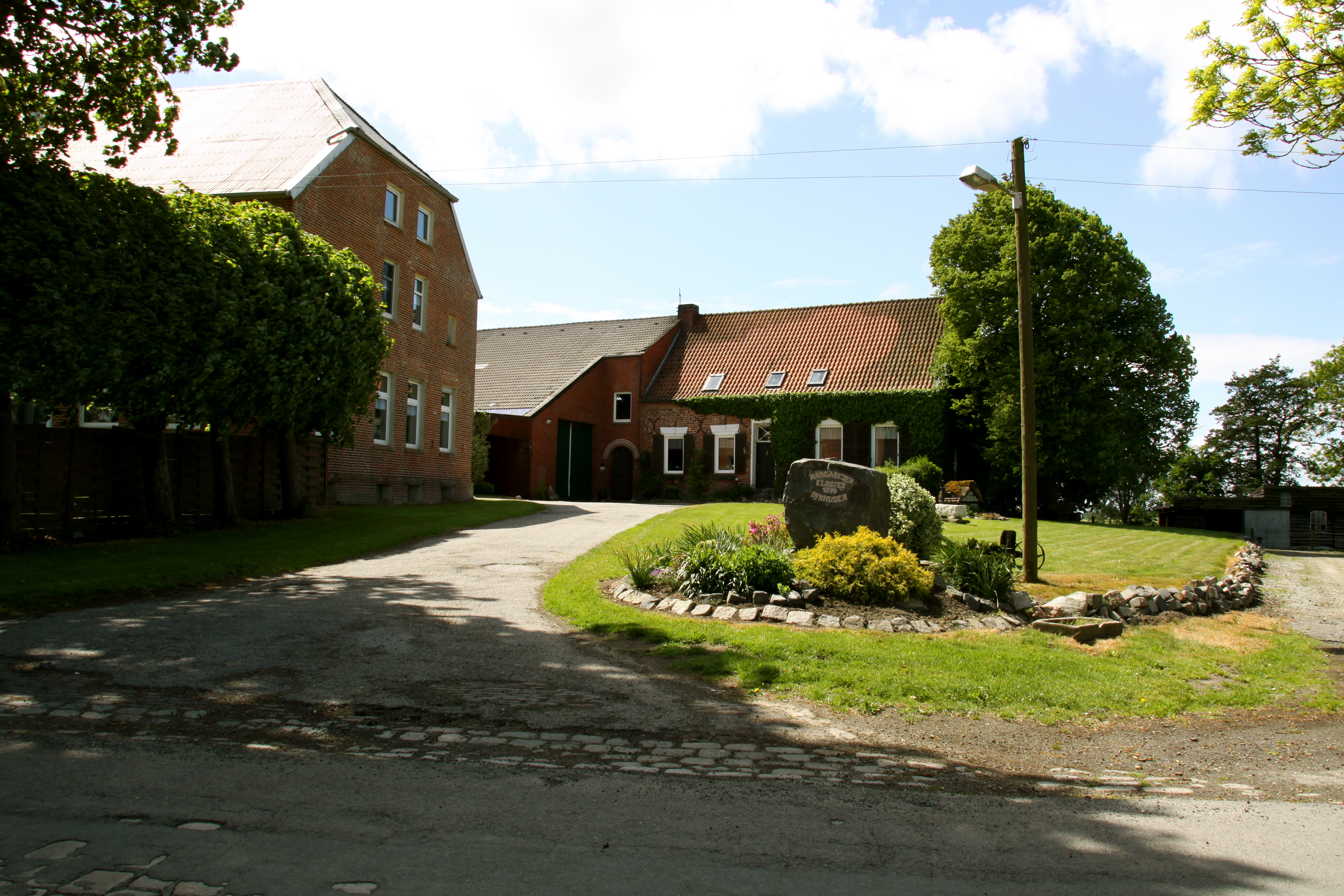
Gedenkstein für das ehemalige Kloster

Das Kloster Dykhusen ist ein ehemaliges Kloster des Augustinerordens in Ostfriesland, das um 1451 von den Dominikanern übernommen wurde. Es befand sich in Visquard, einem Ortsteil der heutigen Gemeinde Krummhörn.

## Geschichte
Möglicherweise waren die Dollarteinbrüche, die das Kloster Osterreide gefährdeten, entscheidend für die Gründung von Dykhusen. Das Kloster wurde 1376 von den Häuptlingen Ocko I. tom Brok, Folkmar Allena zu Osterhusen sowie Haro Ailts zu Großfaldern gestiftet und von Dodo, Pfarrer in Norden und bremischer Offizial in Ostfriesland, gegründet. Das dafür erforderliche Land kauften die Häuptlinge dem Kaplan Lüppoldus von Dykhusen ab, den sie mit lebenslang zugesicherten Einkünften abfanden. Der Kaplan überließ dem Orden zudem die Kapelle des Ortes, die Ausgangspunkt des Klosters wurde. Dieses stellten die Häuptlinge Ocko I. tom Brok und Folkmar Allena unmittelbar nach Gründung unter ihren Schutz. Zwei Jahre später wird in den Norder Annalen berichtet, dass Nonnen aus Osterreide in das neue Kloster gezogen sind. Anschließend errichteten sie das Konvent mit Zustimmung des Bischofs und des Domkapitels zu Münster und widmeten es der Heiligen Margaretha.
Erste Priorin des Klosters war Heba von Hinte, die Schwägerin Ocko tom Broks und Schwester der Foelke Kampana, die unter dem Namen Quade Foelke Berühmtheit erlangte. Die Stifter nahmen auch nach Gründung weiter Einfluss auf das Kloster. So musste der Kaplan 1380 vor den Häuptlingen Rechenschaft über die Einnahmen des Klosters ablegen. Nachdem beide in eine Fehde gerieten, drangen die mit Folkmar Allena verbündeten Häuptlinge Edo von Rüstringen, Lauwert von Norden und Popke von Östringen in Ockos Machtbereich ein und stellten das Kloster 1382 unter ihren Schutz. Spätestens 1451 schloss sich der Konvent dem Dominikanerorden an. Vermutlich geschah dies unter dem Einfluss des Klosters Norden. Im Jahre 1467 soll Dykhusen durch Truppen der Stadt Groningen beschädigt worden sein. Für den Klosteralltag bedeutete dies aber wohl keine größeren Einschnitte. Ein erhaltener Ziegelstein aus dem Jahre könnte auf den Wiederaufbau hindeuten.
1531 wurde das Kloster von Truppen des Häuptlings Balthasar von Esens gebrandschatzt. Graf Enno II. verbot den Wiederaufbau von Dykhusen und brachte die Nonnen anschließend im Karmelitinnenkloster Appingen bei Greetsiel unter. Die Ländereien verwaltete fortan ein gräflicher Bediensteter. Die Erbpacht verblieb jedoch bei den Nonnen. Nach ihrem Tod übernahm wohl Appingen die Rechte an dem Kloster Dykhusen, das es 1541 auf Abbruch verkaufte. Ab 1545 verpachtete die gräfliche Verwaltung das Klosterland als Domäne. Auf der Klosterwüstung entstanden später mehrere Bauernhöfe in deren Fundamenten die Reste der Klosterkirche vermutet werden. In einem Haus gibt es zudem einen Gewölbekeller mit Steinen im Klosterformat.